# 開水路

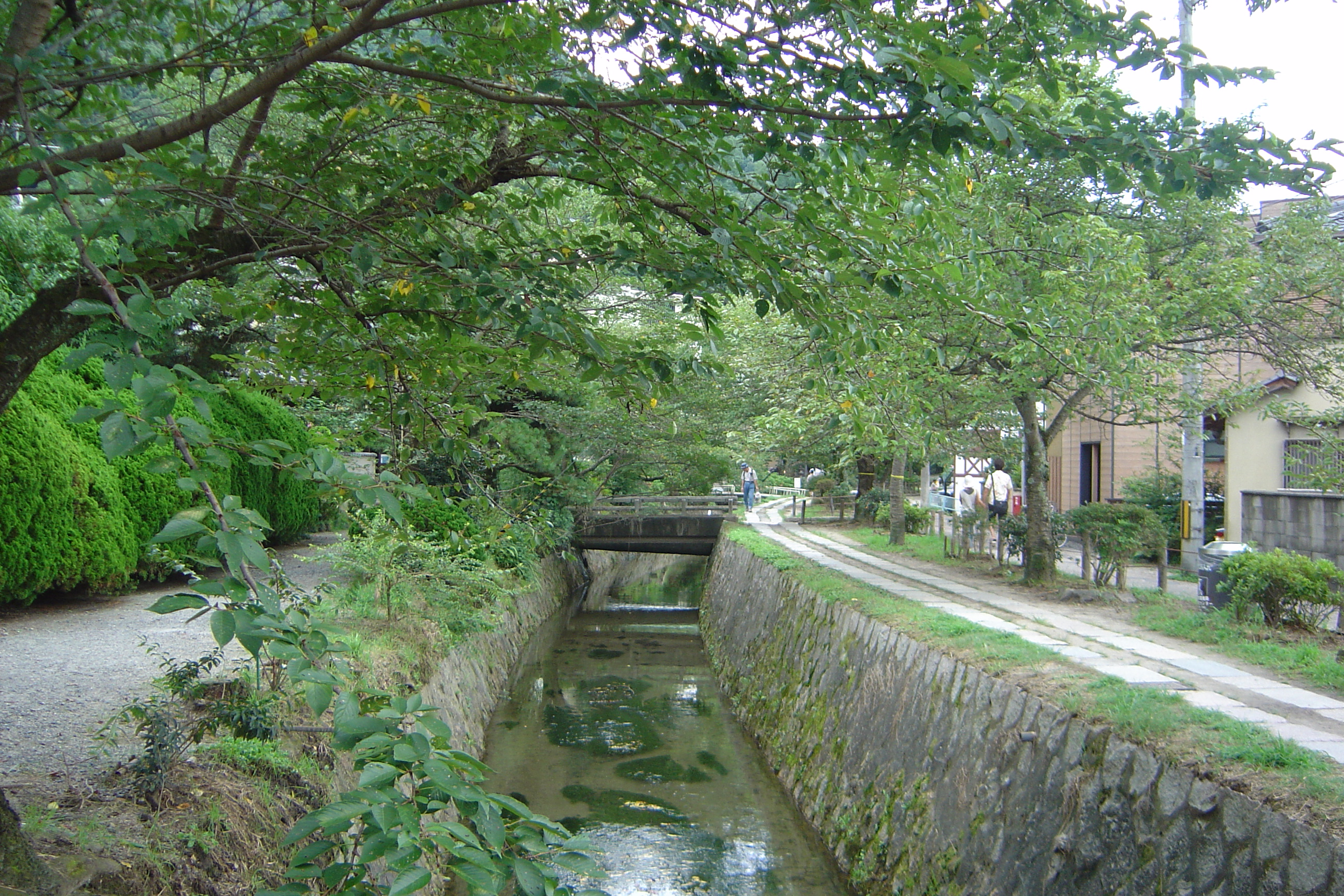
典型的な開水路である琵琶湖疏水

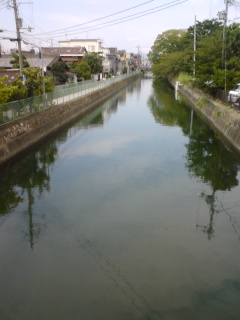
水深の深い開水路

開水路（かいすいろ、英語: open channel）とは、水面を持つ水路およびその流れの区分のことである。

## 概要

図1: ユニフローな開水路流れの区分

水がある容器の中（水路）を流れているとき、その流れが水面を持つかどうかによって開水路と管路（管水路）に区分され、水面を持つものが開水路、持たないものが管路と呼ばれる。工学的な定義では、潤辺が閉曲線となるものが管路であり、そうでないものが開水路となる（潤辺については図2を参照のこと）。
例としては、船が使う運河や農業灌漑などに使う用水路、さらには下水道のようなものであっても水が満杯ではなく自由表面が現れるものも開水路として扱われる。つまり、開水路かどうかは水路の形状そのものではなく、水の流れ方によって区別されるものである。
実際の河川など現実の開水路においてはある一方向（基本的には河道に沿った方向）の流れ成分が他の成分と比べて大きく（これを、流れが卓越しているという）、その他の方向の流速成分は無視できる場合が多い。このような性質を持つ流れはユニフロー(uni-flow)あるいはプリズム的水路流れ(prismatic channel flow)と呼ばれ、このユニフローにおいて、卓越した方向の流れを主流、主流に垂直な方向の流れを2次流(secondary currents)と呼ぶ。この2次流のうち、河川の蛇行などの遠心力によって発生する2次流をプラントルの第1種2次流といい、この場合は主流の20％以上になることもある。一方、直線的な水路に発生する2次流をプラントルの第2種2次流という。上で述べたような無視できる2次流はこちらの第2種2次流であり、層流では理論的にゼロ、乱流でも平均して主流の約3％程度の大きさである。
全ての水の流れは、3次元空間におけるナビエ・ストークス方程式によって再現されるが、厳密解は一般的に得られない。しかし、このようなユニフローを対象とした一次元水理解析法と呼ばれる解析手法は、ほぼ解明されており、水路内の水理量を平均量で代表させるなど簡便で合理的なため、多くの河川計画に使われている。以下では基本的にこの一次元水理解析法を元にした記述を行う（2次元ないしは3次元的構造の流れについては高次元流解析の節を参照のこと）。
開水路の流れは、時間的にその水理量（水深や平均流速）が変化しない定常流(steady flow)と、変化する非定常流(unsteady flow)に分けられる。定常流のうち、さらに空間的に（流れ方向に）変化しない流れを等流(uniform flow)と呼び、そうでないものを不等流(non-uniform flow)と呼ぶ。射流と常流、限界水深で後述するように、流速によって常流と射流にも区別される。また、非定常流であってもその変化が緩やかな流れは準定流(quasi-steady flow)となり、後述のキネマティックウェーブ理論で扱われる。

## 基礎方程式と理論
以下で説明する開水路における一次元解析法では、以下の仮定を行う。
- 2次流は無視できるため、流速は主流の断面平均流速{\displaystyle v}で代表される。
- レイノルズ数が大きく十分に発達した乱流[注 1]であるが、乱れによる損失は損失水頭に含めて考慮する。
- 圧力は静水圧近似できる。

### 開水路のパラメーター

図2: 開水路の断面図と断面を決定する諸量

図3: 定常開水路流れの概念図

開水路の一次元解析では、いくつかのパラメーターが定義される。
まず、開水路を流れ方向に切った垂直にみた断面図が図2である。この図において青色で示された線が水面(water surface)または自由水面(free surface)であり、茶色で描かれたものが開水路の形状となっている。また、水色で囲われた領域が実際に水が流れている部分であり、この面積を流水断面積または流積(cross section area)といい{\displaystyle A}で表す。河川工学では河積とも呼ばれる。さらに、緑色で示されている、水と水路が接している部分の長さを潤辺(wetted perimeter)といい{\displaystyle S}で表す。そして、この潤辺で断面積を割ったものを径深(hydraulic radius)といい{\displaystyle R}で表される。
次に、開水路を流れ方向に平行に切った断面図が図3である。先と同じように、青色で示された線は自由水面、茶色で描かれたものが水路床あるいは河床(bed)である。この図では、河床に平行に{\displaystyle x}軸を取り、それに垂直方向に{\displaystyle y}軸をとっている。この河床から{\displaystyle y}軸に測った時の水面までの距離が水深と定義され、{\displaystyle h}で表される。このy軸とは別に、重力{\displaystyle g}に対して垂直な基準線あるいは基準レベル(base level)から測った高さ{\displaystyle z}も定義される。例えば、河床までの高さは{\displaystyle z_{b}}で表される。また、基準線から水面までの距離を水位と言う。そして、この基準線と河床のなす角を{\displaystyle \theta }とした時、河床勾配(bed gradient)は{\displaystyle I_{b}=\sin \theta }で定義される。ただし、一般的に河床勾配は小さいと考えられるため、{\displaystyle \sin \theta =\theta ,\cos \theta =1}とすることがあり、この場合は{\displaystyle \theta }自身を河床勾配と呼ぶこともある。このような流れの状態の時、主流速は水色の矢印で示したような分布をしていると考えられる。ある高さ{\displaystyle z}の点での主流速は{\displaystyle U}、圧力は{\displaystyle p}で表される。この主流速を断面平均したものが断面平均流速{\displaystyle v}である。一次元解析では単に流速(velocity)と呼ばれることもある。
一方、一次元解析を行う時には、赤色で示したような空間的に固定されたある領域を考え、緑色で示したようなその領域の断面を考えて、そこを通過する水理量を考えることがある。この領域で水を検査するという意味から、この固定された領域を検査領域またはコントロール・ボリューム(control volume)と呼び、その断面を検査面(control surface、test section)という。

### 比エネルギーと比力
比エネルギー(specific energy)とは、河床から測った時のエネルギーで長さの単位を持ち、{\displaystyle H_{0}}で表されるもので、以下の式で与えられる。
{\displaystyle H_{0}=\alpha {\frac {v^{2}}{2g}}+h\cos \theta }
ここで{\displaystyle \alpha }はエネルギー補正係数、{\displaystyle v}は断面平均流速、{\displaystyle g}は重力加速度、{\displaystyle h}は水深、{\displaystyle \theta }は河床勾配で、この式は開水路における流れのエネルギーの評価が、平均流速の速度水頭（第1項）とピエゾ水頭（第2項）との和で評価できることを意味する。「比」と付いているが、この「比」は「何か特定の」と言う意味で、「何かと比べて」という意味ではない。
また、運動量に関しても次の比力(specific force)：{\displaystyle M_{0}{\rm {[L^{3}]}}}が定義される。
{\displaystyle M_{0}=\left(\beta {\frac {v^{2}}{g}}+{\frac {1}{2}}h\cos \theta \right)A}
ここで{\displaystyle \beta }は運動量補正係数、{\displaystyle A}は流水断面積（流積）である。この比力も、比エネルギーと同様に「比」は「何か特定の」と言う意味である。
これらは、上で述べたユニフローに対する開水路一次元解析法によりナビエ・ストークス方程式から導くことができる。

### 保存則

#### 連続式（質量保存則）
ユニフロー開水路定常流における連続式は
{\displaystyle Q=A_{1}v_{1}=A_{2}v_{2}={\rm {const.}}}
という、流量{\displaystyle Q}（流水断面積{\displaystyle A}と断面平均流速{\displaystyle v}の積）が保存されることを表す。
これは、以下のように導出される。
まず、水（非圧縮性流体）の質量保存則にあたる連続式は以下のように記述される。
{\displaystyle {\frac {\partial U_{i}}{\partial x_{i}}}=0}
これに対し、主流に垂直な面{\displaystyle A_{1}}、{\displaystyle A_{2}}と水面および河床に囲まれた範囲（コントロール・ボリューム）で発散定理を適用すると、
{\displaystyle Q=\iint _{A_{1}}UdA=\iint _{A_{2}}UdA={\rm {const.}}}
となる。ここで{\displaystyle Q}:流量、{\displaystyle U}:主流速である。
断面{\displaystyle A}における断面平均流速{\displaystyle v}は
{\displaystyle v={\frac {1}{A}}\iint _{A}UdA}
となるので、これを代入して
{\displaystyle Q=Av={\rm {const.}}}
が得られる。

#### エネルギー式（ベルヌーイの定理）
開水路のベルヌーイの定理は
{\displaystyle {\frac {dH_{0}}{dx}}=I_{b}-I_{e}}
で与えられる。ここで、{\displaystyle H_{0}}は比エネルギー、{\displaystyle I_{b}}は河床勾配、{\displaystyle I_{e}}はエネルギー勾配であり、河床勾配とエネルギー勾配の差が、比エネルギーの変化量に等しいことを表す。また、河床勾配とエネルギー勾配が等しければ比エネルギーは保存され（比エネルギー保存則）、この時の流れの状態が等流である。
この式は以下のように導出される。
連続式と同様のコントロール・ボリュームを考えナビエ・ストークス方程式に発散定理を適用すれば
{\displaystyle {\frac {d}{dx}}{\frac {1}{Q}}\iint _{A}\left({\frac {U^{2}}{2g}}+z+{\frac {p}{\rho g}}\right)\cdot UdA=-I_{e}}
を得る。ここで、{\displaystyle U}は主流速、{\displaystyle \rho }は水の密度、{\displaystyle g}は重力加速度、{\displaystyle z}は考えている点までの高さ、{\displaystyle p}は考えている点での圧力である。これに対して断面平均を行い、比エネルギーを適用すれば
{\displaystyle {\frac {d}{dx}}\left(H_{0}+z_{b}\right)=-I_{e}}
となる。ここで、{\displaystyle z_{b}}はある基準面から河床までの位置水頭であるので、その変化率は河床勾配{\displaystyle I_{b}}である。よって、最終的に、
{\displaystyle {\frac {dH_{0}}{dx}}=I_{b}-I_{e}}
が導かれる。

#### 運動量式（運動量保存則）
開水路における運動量式は
{\displaystyle \left(M_{0}\right)_{2}-\left(M_{0}\right)_{1}=V\sin \theta -{\frac {F}{\rho g}}}
で与えられる。ここで、{\displaystyle \left(M_{0}\right)_{1},\left(M_{0}\right)_{2}}：検査面1, 2での比力、{\displaystyle V}：コントロールボリュームの体積、{\displaystyle \theta }：河床勾配、{\displaystyle F}：外力（摩擦力）である。これから、勾配が水平で外力が無視できるとき、比力が保存されることが分かり、比力保存則となる。
これは以下のようにして得られる。
まず、拡張された運動量を用いてRANS方程式をユニフローにおいて他の保存則と同様のコントロールボリュームで積分すると、以下の式を得ることができる。
{\displaystyle \iint _{A_{1}}{\hat {M}}_{11}dA=\iint _{A_{2}}{\hat {M}}_{11}dA={\rm {const.}}}
これが拡張された運動量の保存則であり、ここで、{\displaystyle {\hat {M}}_{11}}は主流に垂直な面における主流方向の運動量であり以下で与えられる。
{\displaystyle {\hat {M}}_{11}=\rho {U}^{2}+\left(\rho gz+p\right)}
この式において、{\displaystyle U}は主流速、{\displaystyle \rho }は水の密度、{\displaystyle g}は重力加速度、{\displaystyle z}は考えている点までの高さ、{\displaystyle p}は考えている点での圧力である。これに対して断面平均を行い比力を適用すれば
{\displaystyle \left(M_{0}\right)_{2}-\left(M_{0}\right)_{1}=V\sin \theta -{\frac {F}{\rho g}}}
となる。

### 射流と常流、限界水深

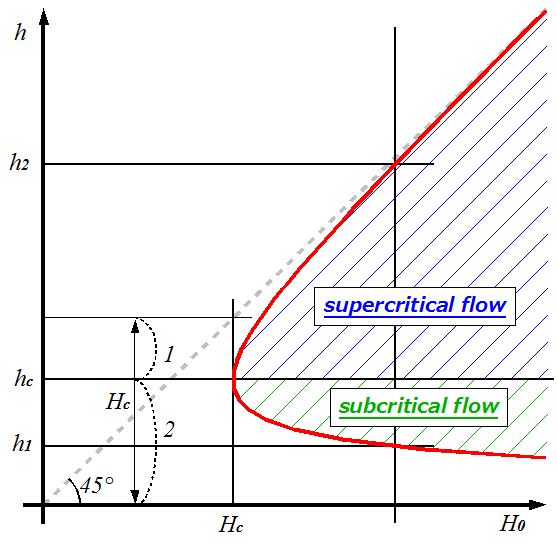
図4: 比エネルギー・水深曲線

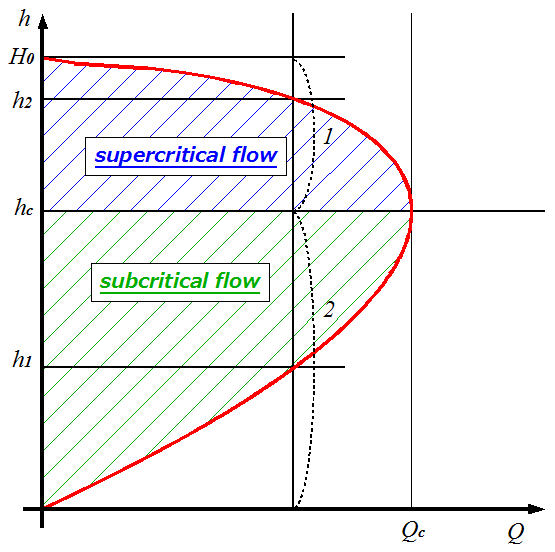
図5: 流量・水深曲線

比エネルギーと比力は水深{\displaystyle h}に関して三次関数であり、これらが保存される場合は水深が2つの正の実根を持つこととなる。つまり、同じ大きさのエネルギーを持つ流れに対してとりうる水深が2つ存在することになり、小さいほうの水深を射流水深(supercritical depth)、大きいほうの水深を常流水深(subcritical depth)といい、両者の関係を交代水深関係(alternative depth)という。このような現象は管路にはなく開水路に特有の現象である。
同じ比エネルギーに対して水深が2つ存在するということは、ロルの定理よりその間に極値をとりうる点が存在する。図4を見ると分かる通りある水深において比エネルギーは最小となり、常流水深と射流水深が一致する。この水深を限界水深(critical depth)といい、このときの流れを限界流(critical flow)と呼ぶ。つまり、エネルギーを最小で水を流すためには水深を限界水深と一致させればよく、これをベスの定理という。
この限界水深は比エネルギーを水深で微分して、その微分係数が0となる点で求めることができ（最小比エネルギーの原理）、流量{\displaystyle Q}が流れている幅{\displaystyle B}の長方形断面開水路の場合
{\displaystyle h_{c}={\sqrt[{3}]{\frac {Q^{2}}{gB^{2}}}}}
となり、限界水深は流量の2/3乗に比例する。また、その比エネルギー（限界比エネルギー）は、
{\displaystyle H_{c}={\frac {3}{2}}h_{c}}
となり、限界水深は限界比エネルギーの2/3となって、速度水頭（≒運動エネルギー）がピエゾ水頭（水深≒位置エネルギー）の半分になることが分かる。
限界流の時の流速は限界流速(critical velocity)と呼ばれ、その大きさは長波の伝播速度と等しくなりフルード数がちょうど1となる。そして、フルード数が1より小さい流れを常流(subcritical flow)といい、フルード数が1より大きい場合を射流(supercritical flow)という。これから、流速が長波の伝播速度より大きい射流の場合は水面波が上流に伝播せず下流にしか伝わらないことが分かる（微小かく乱波も参照）。
射流の場合、流速が「射るように」速くなるため、橋脚等に作用する流体力が大きくなったり、河床せん断力が強くなり洗掘されやすくなるため危険である。そのため、普通の河川では常流水深となるように水深を調整して水を流すのでその時が「通常の流れ」であり、これが常流という用語の由来である（英語でも常流をnormal flowということがある）。
以上は流量を一定として比エネルギーが水深によって変化する場合の考察であるが、逆に比エネルギーを一定として流量を変化させる場合も考えられる。その時、流量{\displaystyle Q}は
{\displaystyle Q=bh{\sqrt {2g(H_{0}-h)}}}
となり、グラフは図5のようになって流量はある水深で最大となることが分かる。この時の水深を計算すると、上記「流量一定」の時の限界水深と一致する。つまり、比エネルギーが一定の時、限界水深において流量が最大になり、これを最大流量の原理（あるいはベランジェの定理）という。
また、後述の漸変流近似で述べるとおり、不等流の時、限界水深において水面勾配が（計算上）無限大となる（ブレスの定義）。さらに、跳水で述べる特性も追加した、常流・射流・限界流のそれぞれの特性をまとめたものが表1である。
| 特性                      | 常流                        | 限界流                                                        | 射流                        |
| ------------------------- | --------------------------- | ------------------------------------------------------------- | --------------------------- |
| フルード数                | <1                          | 1                                                             | 1<                          |
| 水深 （ピエゾ水頭）       | {\displaystyle h>h_{c}}     | {\displaystyle h_{c}={\sqrt[{3}]{\frac {Q^{2}}{gB^{2}}}}}     | {\displaystyle h_{c}>h}     |
| 平均流速                  | {\displaystyle v>v_{c}}     | {\displaystyle v_{c}={\sqrt {gh_{c}}}} 長波の伝播速度         | {\displaystyle v_{c}>v}     |
| 比エネルギー              | {\displaystyle H_{0}>H_{c}} | {\displaystyle H_{c}={\frac {3}{2}}h_{c}} 最小 （ベスの定理） | {\displaystyle H_{c}<H_{0}} |
| 流量                      | {\displaystyle Q<Q_{c}}     | {\displaystyle Q_{c}=bhv_{c}} 最大 （ベランジェの定理）       | {\displaystyle Q_{c}>Q}     |
| 比力                      | {\displaystyle M>M_{c}}     | {\displaystyle M_{c}}（最小）                                 | {\displaystyle M_{c}<M}     |
| 水面勾配                  | 有限                        | 無限大 （ブレスの定義）                                       | 有限                        |
| 微小かく乱波の 上流側の波 | 上流へ伝播                  | その場にとどまる                                              | 下流に伝播                  |
| 微小かく乱波の 下流側の波 | 下流に伝播                  | 下流に伝播                                                    | 下流に伝播                  |

## 等流
開水路が
- 河床勾配が一定
- 断面積が一定
- 流量が一定
- 十分に長い

という条件を満たす時この流れは等流(uniform flow)となり、この時
- 水深および流速が一定
- 水面勾配・エネルギー勾配・河床勾配が全て平行（同じ）[注 2]

という特徴を持つ。

### 平均流速公式

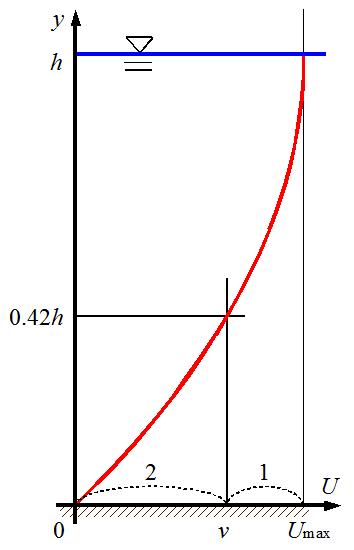
図6: 層流の流速分布

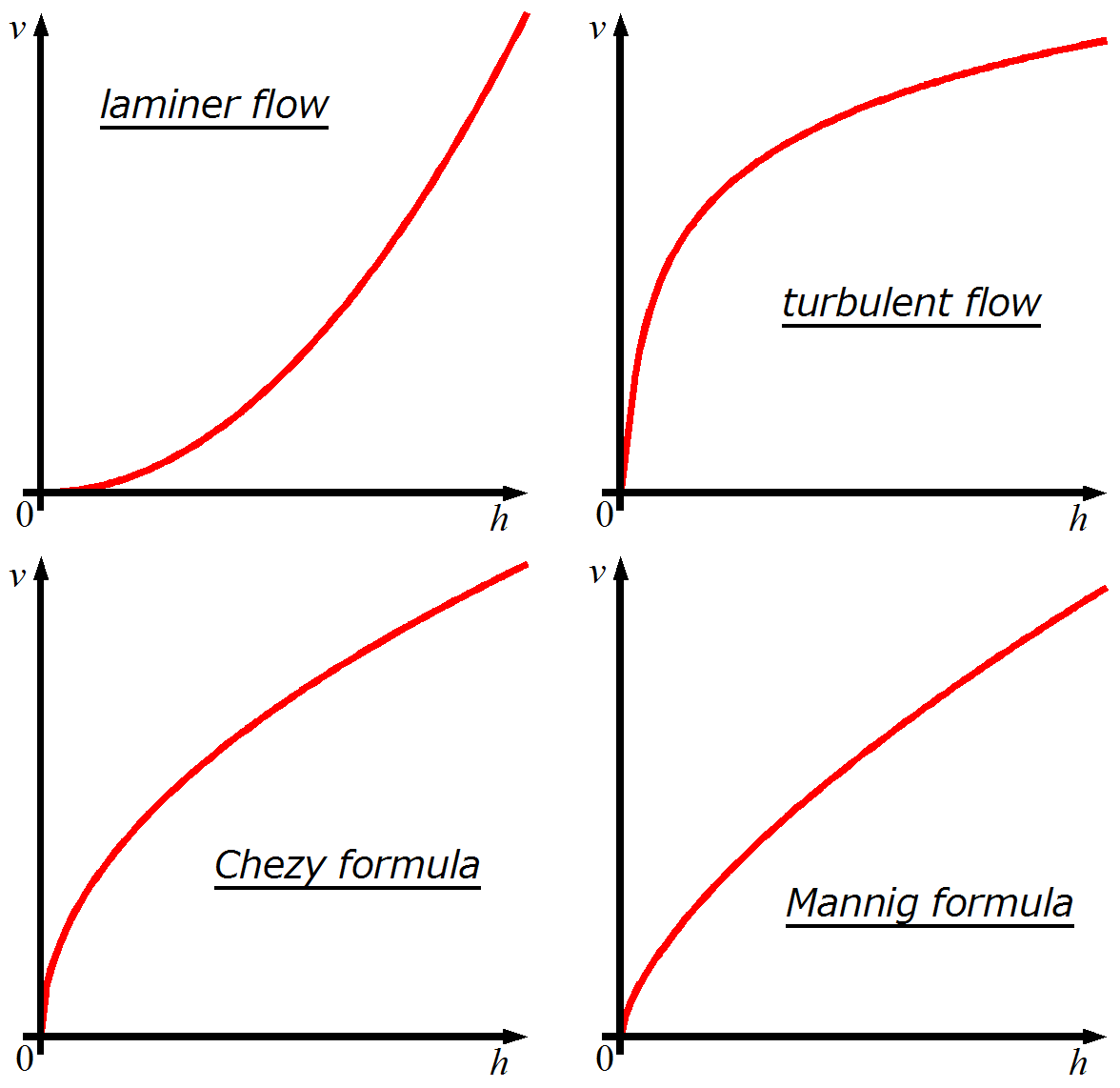
図7: 各平均流速公式による平均流速の変化概形

流れの平均流速を算出する式として、ここでは層流の場合の理論式と、乱流の場合の対数則、および経験則としてシェジー式とマニング式を説明する。
まず、流れが層流の場合を考える。するとこの時、主流速{\displaystyle U}の河床に垂直方向の分布は
{\displaystyle U={\frac {gI}{2\nu }}y\left(2h-y\right)}
となり、図6のように放物線を描く。よって、その最大流速{\displaystyle u_{\rm {max}}}は水面で最大値
{\displaystyle U_{\rm {max}}={\frac {gIh^{2}}{2\nu }}}
をとり、平均流速{\displaystyle v}は
{\displaystyle v={\frac {gIh^{2}}{3\nu }}={\frac {2}{3}}U_{\rm {max}}}
となる。これが流れが層流の場合の平均流速公式である。
またこの時、河床から{\displaystyle 0.42h}の点で平均流速をとることが分かり、実際に平均流速を測定するためには
- 水面下{\displaystyle 0.6h}の点の流速を直接測定する
- 水面下{\displaystyle 0.2h}と{\displaystyle 0.8h}の点の流速を測定し、放物線で当てはめる

といった方法が使われる。
しかし一方、自然界の流れの大半は乱流であり、この層流の場合の式は厳密に言えば適合しない。乱流の場合は、プラントルとカルマンが管路流に対して提案した流速分布の対数則を開水路に適用して
{\displaystyle {\frac {u}{u_{*}}}=A+5.75\log _{10}{\frac {y}{k}}}
および
{\displaystyle {\frac {v}{u_{*}}}=B+5.75\log _{10}{\frac {h}{k}}}
を使うことができる。
ここで、{\displaystyle u_{*}}は摩擦速度、{\displaystyle A,B}はパラメータ{\displaystyle {\frac {u_{*}k}{\nu }}}によって決まる定数、{\displaystyle k}は壁面粗さの平均高さである。
以上までは理論的あるいは半理論的に導出した公式であるが、経験則として、昔から様々な等流公式が提案されてきた。その中で現在よく使われる公式は次の2つである。
シェジー式
{\displaystyle v=C{\sqrt {RI}}}
マニング式
{\displaystyle v={\frac {1}{n}}R^{\frac {2}{3}}I^{\frac {1}{2}}}
ここで、{\displaystyle C,n}はそれぞれシェジー係数、マニングの粗度係数と呼ばれる係数であり、流れやすさあるいは流れにくさを表すものである。この2つの係数と摩擦損失係数{\displaystyle f}は以下のような関係式を満たす。
| {\displaystyle n-C} 関係                        | {\displaystyle n-f} 関係                              | {\displaystyle C-f} 関係              |
| ----------------------------------------------- | ----------------------------------------------------- | ------------------------------------- |
| {\displaystyle n={\frac {R^{\frac {1}{6}}}{C}}} | {\displaystyle n^{2}={\frac {fR^{\frac {1}{3}}}{2g}}} | {\displaystyle C^{2}={\frac {2g}{f}}} |

シェジー式もマニング式も平均流速が勾配{\displaystyle I}の1/2乗に比例しているという点で共通しており、ダルシー・ワイスバッハ式と同形であるので、粗面乱流（摩擦損失係数がレイノルズ数に依存しない領域）で妥当であると考えられる。式の上での違いは径深の1/6乗分だけであるが、水理学的意味合いにおいて両者には大きな違いがある。
まず、シェジー式はコントロールボリュームに作用する圧力・重力および河床摩擦力がつりあっているという条件とダルシー・ワイスバッハ式から導くことができる。一方のマニング式は、（半）理論的な対数則によって比較的広い範囲で{\displaystyle n\simeq {\frac {1}{24}}{k_{s}}^{\frac {1}{6}}}（ただし単位はメートルと秒）と関連付けられ、粗度粒径{\displaystyle k_{s}}が一定ならば流れに関係なくマニング係数が一定となるので、水理学的合理性がある。
また、水深に対して水路幅が十分に広い長方形水路において、等流となる水深（等流水深）{\displaystyle h_{o}}を平均流速公式から逆算すると
シェジー式
{\displaystyle h_{o}=\left({\frac {Q^{2}}{C^{2}B^{2}I}}\right)^{\frac {1}{3}}}
マニング式
{\displaystyle h_{o}=\left({\frac {n^{2}Q^{2}}{B^{2}I}}\right)^{0.3}}
となり（{\displaystyle Q}: 流量、{\displaystyle B}: 水路幅）、射流と常流、限界水深でみた限界水深の算出式と比べるとマニング式よりシェジー式の方が同形で解析上見通しがよいことが分かる。
一方、マニング式はシェジー式と比べて自然河川における等流状態を良好に表現しているため、河川工学上優れている。そのため、マニング式は世界中で使用されており、日本における河川行政においてはほとんどマニング式のみが用いられている。こういった事情から、マニングの粗度係数は河川データベースに必要不可欠なものであり、この値は、コンクリート開水路(0.015)、土製直線状開水路(0.02)、岩盤直線状開水路(0.03)、直線状自然河川(0.03)、蛇行河川(0.04)程度でこの順に大きくなっている（水が流れにくい）。表2、表3に一般的に知られているマニングの粗度係数の詳しい値を載せる。
| 水路の状況                     | {\displaystyle n{\rm {[s^{2}/m^{1/3}]}}} |
| ------------------------------ | ---------------------------------------- |
| 滑らかな木材                   | 0.010 - 0.014                            |
| 切石のモルタル積               | 0.013 - 0.017                            |
| コンクリート水路               | 0.012 - 0.018                            |
| 洗掘がない粘土質河床水路       | 0.016 - 0.022                            |
| 直線状の土開削水路             | 0.017 - 0.025                            |
| 粗石のモルタル積               | 0.017 - 0.030                            |
| 砂質・粘土質ローム             | 平均して0.020                            |
| スパイラル半管水路             | 0.021 - 0.030                            |
| 蛇行した土開削水路             | 0.023 - 0.030                            |
| 泥土床の両岸石張水路           | 平均して0.025                            |
| 雑草は少なめのドラグライン浚渫 | 0.025 - 0.033                            |
| 滑表面の岩盤開削水路           | 0.025 - 0.035                            |
| 岩盤整正                       | 0.025 - 0.04                             |
| 粗表面の岩盤開削水路           | 0.035 - 0.045                            |
| 岩盤掘りっ放し                 | 0.035 - 0.05                             |

| 水路の状況                                           | {\displaystyle n{\rm {[s^{2}/m^{1/3}]}}} |
| ---------------------------------------------------- | ---------------------------------------- |
| 蛇行の少ない粘土・砂質河床の大水路                   | 0.018 - 0.035                            |
| 雑草のない平野の小水路                               | 0.025 - 0.033                            |
| 流路の線形・断面が規則正しく水深が深い               | 0.025 - 0.033                            |
| 礫質河床の大水路                                     | 0.025 - 0.040                            |
| 雑草・灌木のある平野の小水路                         | 0.030 - 0.040                            |
| 流路の線形・断面が規則正しく水深が深く河床が礫で草岸 | 0.030 - 0.040                            |
| 山地の砂利あるいは玉石河床の水路                     | 0.030 - 0.050                            |
| 瀬淵があり蛇行している                               | 0.033 - 0.045                            |
| 雑草の多い平野の礫質河床の小水路                     | 0.040 - 0.055                            |
| 瀬淵があり水深が小さい                               | 0.040 - 0.055                            |
| 山地の玉石あるいは大玉石河床の水路                   | 0.040 -                                  |
| 水草が多い                                           | 0.050 - 0.080                            |

### 断面形状と水理量
平均流速公式により、断面形状が決まれば、任意の水深の時の、流積、径深、流速、流量などを求めることが出来る。
上部が閉じており「満水」状態のある開水路でこれら水理量を各満水時の値と比として、水深と図にしたものを水理特性曲線(flow characteristics)という。この図を書いておくことで、ある水深のときの流量や流速を計算するのに役立つ。
図は円形断面の場合の水理特性曲線である。これから分かるとおり、円形断面の場合は、満水時より少なめの水深つまり開水路として流れる時に、流量や流速は最大となる。実際に計算すると
流速 {\displaystyle v}
{\displaystyle {\frac {h}{D}}\simeq 0.81}のとき、{\displaystyle {\frac {v}{v_{0}}}=1.14}
流量 {\displaystyle v}
{\displaystyle {\frac {h}{D}}\simeq 0.94}のとき、{\displaystyle {\frac {Q}{Q_{0}}}=1.08}
でそれぞれ最大値となる。満水で流れるよりも、開水路として流れていたほうが、抵抗が少なくて済むのである。
一方、ある流積や勾配の時に最大の流量が流れる断面のことを水理学的に有利な断面という。あるいは、ある流量の時に流積が最小になる断面ともいえる。このような断面は、例えば長方形断面水路であれば水路幅が水深の2倍の時であり、台形であれば正六角形の半分の形をしている時である。平均流速公式の形から、水理学的に有利な断面は、径深が最大あるいは潤辺が最小の時となっている。

## 不等流

### 跳水
射流から常流に変化するときに生じる現象。エネルギーを損失する。

## 非定常流
河川の代表的な非定常流には「洪水」による段波などが存在する。

常流の水面波の伝播

射流の水面波の伝播